# Vassilis Vassilikos
Vassilis Vassilikos (în greacă Βασίλης Βασιλικός; n. 18 noiembrie 1933, Kavala, Macedonia și Tracia⁠(d), Grecia – d. 30 noiembrie 2023, Atena, Grecia) a fost un diplomat, jurnalist și scriitor grec.